# Nyia
Nyia – polska supergrupa muzyczna wykonująca grindcore z wpływami jazzu i death metalu. Powstała 1999 roku w Olsztynie z inicjatywy muzyków takich grup jak Prophecy, Yattering, Kobong i Vader.
W 2004 roku zespół podpisał kontrakt płytowy z Candlelight Records. 7 czerwca tego samego roku ukazał się pierwszy album zespołu zatytułowany Head Held High. Muzykę w produkcji Szymona Czecha skomponował sam zespół, słowa do utworów napisał Wojciech Szymański, przełożyła Anna Rorot. Fotografie oraz szatę graficzną wykonał Bartek Rogalewicz, zdjęcie okładki przygotowała Małgorzata Jurewicz.
Na płycie oprócz nagrań audio ukazały się dwie prezentacje multimedialne, tzw. trailer grupy Nyia oraz remiks grupy Deadbambi do utworu pt. Behind the Goat rmx. Prezentacje przygotowali Bartek Rogalewicz, animator Rafał Szczepaniak oraz grupa Deadbambi.
W 2007 roku zespół podpisał kontrakt z wytwórnią muzyczną Feto Records należącą do Shane’a Embury’ego, basisty Napalm Death i Micka Kenny’ego z Anaal Nathrakh. 29 listopada tego samego roku nakładem FETO Records ukazał się drugi album grupy pt. More Than You Expect. Wydawnictwo było promowane podczas trasy koncertowej Mind Eaters Tour w Polsce wraz z grupami Antigama, Blindead i Tehace. Jarosław Łabieniec o albumie:

Materiał z drugiej płyty diametralnie różni się od debiutu. Myślę, że zrobiliśmy jakiś postęp. Moim zdaniem, zmieniło się bardzo dużo. Powiem więcej, cały czas będzie się zmieniać.

W 2008 roku zespół został rozwiązany.

## Dyskografia
- Nospromo 2000 (2000, Demo)
- Head Held High (2004, LP, Candlelight Records)
- Nyia + Antigama (2007, split LP, Selfmadegod Records)
- More Than You Expect (2007, LP, FETO Records)